# Garaioa
Garaioa település Spanyolországban, Navarra autonóm közösségben. Garaioa Abaurrepea/Abaurrea Baja, Arce, Oroz-Betelu, Garralda, Aribe és Hiriberri/Villanueva de Aezkoa községekkel határos. Lakosainak száma 90 fő (2024).

## Népesség
A település népessége az elmúlt években az alábbi módon változott:
| Lakosok száma | 127  | 126  | 124  | 112  | 105  | 95   | 94   | 91   | 96   | 90   |
|               | 2001 | 2004 | 2006 | 2009 | 2011 | 2014 | 2016 | 2019 | 2021 | 2024 |